# Castell de Brocà
El Castell de Brocà és un edifici del municipi de Guardiola de Berguedà (Berguedà) declarada bé cultural d'interès nacional.

## Descripció
Es troba actualment desaparegut, podria haver estat situat a l'indret de la masia dita "El Castell", sobre l'actual parròquia de Brocà, o al serrat que domina el poble.

## Història
El castell de la Barònia de Pinòs fou documentat el 1257.